# Сишка
Сишка (рус. Сишка) река је на северозападу европског дела Руске Федерације, десна притока реке Волге и део сливног подручја Каспијског језера. Протиче преко територија Олењинског и Ржевског рејона на југу Тверске области.
Извире у јужним деловима Валдајског побрђа, на око 5 km западно од варошице Олењино. Тече углавном у смеру истока и након 74 km тока улива се у реку Волгу као њена десна притока (ушће се налази на 3.297 километру тока Волге узводно од њеног ушћа). Укупна површина сливног подручја Сишке је 448 km².
Најважније притоке су Ажева и Белејка.